# 叙利亚签证政策

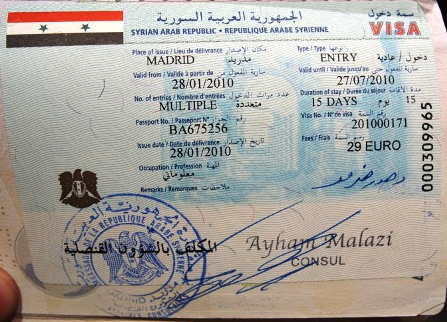
2010年簽發的敘利亞簽證

前往“叙利亚”的访客必须提前获得电子签证（来自叙利亚电子签证网站 （页面存档备份，存于）），除非他们是以下国家的国民免签证国家或其公民有资格在抵达时获得签证的国家。游客可以从叙利亚外交使团之一获得签证。

## 历史
在叙利亚内战、敌对行动和冲突以及2011年毁灭性的叙利亚内战开始之前，许多亚洲、欧洲、非洲和美洲国家无需签证即可访问叙利亚或获得落地签证，逐渐叙利亚开始取消多国免签和落地签证，2014年叙利亚当局正式宣布对所有国家实行签证制度。然而，到目前为止，一些国家的公民事实上可以无需签证进入叙利亚或获得落地签证。现在叙利亚的签证政策极不稳定，目前还没有该国签证政策的确切数据。这些数据取自开源，可能会过时或无关紧要。进入叙利亚时，叙利亚当局要求從其中一個叙利亚外交使团获得叙利亚签证。
2014 年之前，苏联 前苏联加盟共和国（不包括 波罗的海共和国）、伊朗、某些 亚洲、非洲 的公民、欧洲、美洲国家以及阿拉伯世界的几乎所有国家都不需要签证即可进入叙利亚。根据IATA提供的各国政府提供的信息，尽管叙利亚政府正式表示需要提前获得签证，但落地签证实际上对亚美尼亚、阿塞拜疆、白俄罗斯、埃及、伊朗、哈萨克斯坦、吉尔吉斯斯坦、俄罗斯、 塔吉克斯坦、土库曼斯坦和乌兹别克斯坦，但在内战加剧后，这些国家的一些公民“出于安全原因”被拒绝办理落地签证”并要求这些国家的公民提前获得叙利亚签证：
自2018年5月起，在阿拉伯叙利亚共和国部分承认阿布哈兹和南奥塞梯后，这些国家的公民可以通过签证进入叙利亚。 2023年，叙利亚财政部征收了一项新费用，要求进入该国的外国车辆支付100美元的临时访问费用，有效期为两周。对于在该国停留不超过四个月的车辆，该金额是双倍的（200 美元）。约旦和黎巴嫩车牌不受此限。
2024 年 4 月，宣布自 5 月 1 日起引入电子签证。

## 叙利亚签证政策地图

敘利亞簽證政策圖
敘利亞
無需簽證
電子簽證
落地簽（根據IATA的數據）

## 入境權
| - 叙利亚 | 敘利亞公民不需要签证即可无限期地在叙利亚入境、居住、学习和工作，并且不受任何移民要求的约束。他们可以携带叙利亚护照、国民身份证、个人公民身份记录、驾照、过期护照或叙利亚签发的民事摘要入境。陪同乘客（母亲、妻子或孩子）可以在抵达时获得签证。自 2020 年起，除未成年人和商业出租车和卡车司机外，所有叙利亚成年公民（以及受到此类待遇的人）需要在进入叙利亚时将 100 美元 或等值的 中央银行 接受的货币兑换成 当地货币 。不符合这一要求的人将被拒绝进入叙利亚。 |

## 免签证
根据 IATA，以下 16 个国家的国民无需签证即可进入叙利亚，停留期限如下:
| 無限期停留 \| - 阿尔及利亚 - 巴林 - 伊拉克ID[11] - 约旦ID - 科威特 \| - 黎巴嫩ID - 毛里塔尼亚 - 摩洛哥 - 阿曼 \| - 沙烏地阿拉伯 - 苏丹 - 突尼西亞 - 阿联酋 - 葉門 \| \| 3 個月 - 土耳其 |                                         |                                                  |  |
| - 阿尔及利亚 - 巴林 - 伊拉克ID - 约旦ID - 科威特 | - 黎巴嫩ID - 毛里塔尼亚 - 摩洛哥 - 阿曼 | - 沙烏地阿拉伯 - 苏丹 - 突尼西亞 - 阿联酋 - 葉門 |  |

ID — 可以使用身份证代替护照进入叙利亚。 

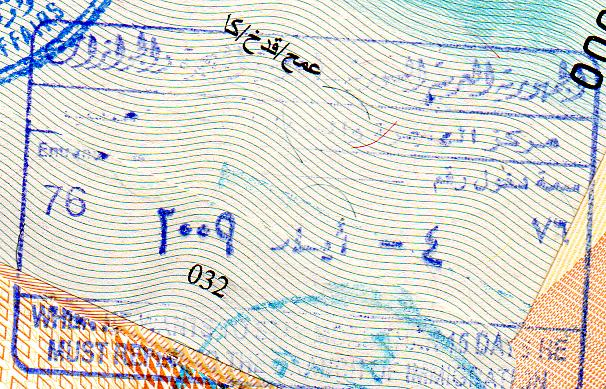
2009年的敘利亞入境章

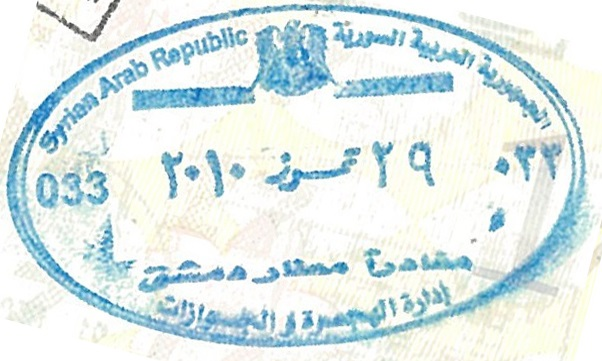
2010年在大馬士革國際機場獲得的離境章

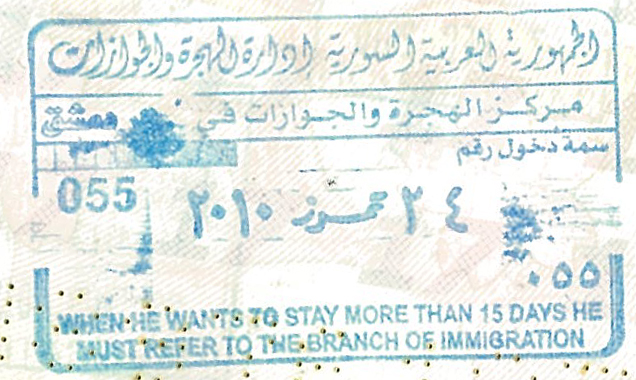
2010年的敘利亞入境章

### 有条件免签证
非索马里永久居民的索马里国民也可以免签证进入叙利亚，但须事先获得叙利亚移民局的批准。但是，如果他们之前从未进入过叙利亚，则必须年满 35 岁，并在抵达叙利亚时出示 2000 美元 才有资格获得免签证入境资格。
此外，出生于阿尔及利亚、巴林、伊拉克、约旦、科威特、黎巴嫩、毛里塔尼亚、摩洛哥、阿曼、卡塔尔、沙特阿拉伯、索马里的任何国家（利比亚和美国除外）的国民，苏丹、叙利亚、突尼斯、阿拉伯联合酋长国或也门无需签证即可进入叙利亚。

### 非普通护照
2024年9月，叙利亚与印度尼西亚签署了外交和公务护照持有者免签证协议，该协议尚未生效。

## 落地签证

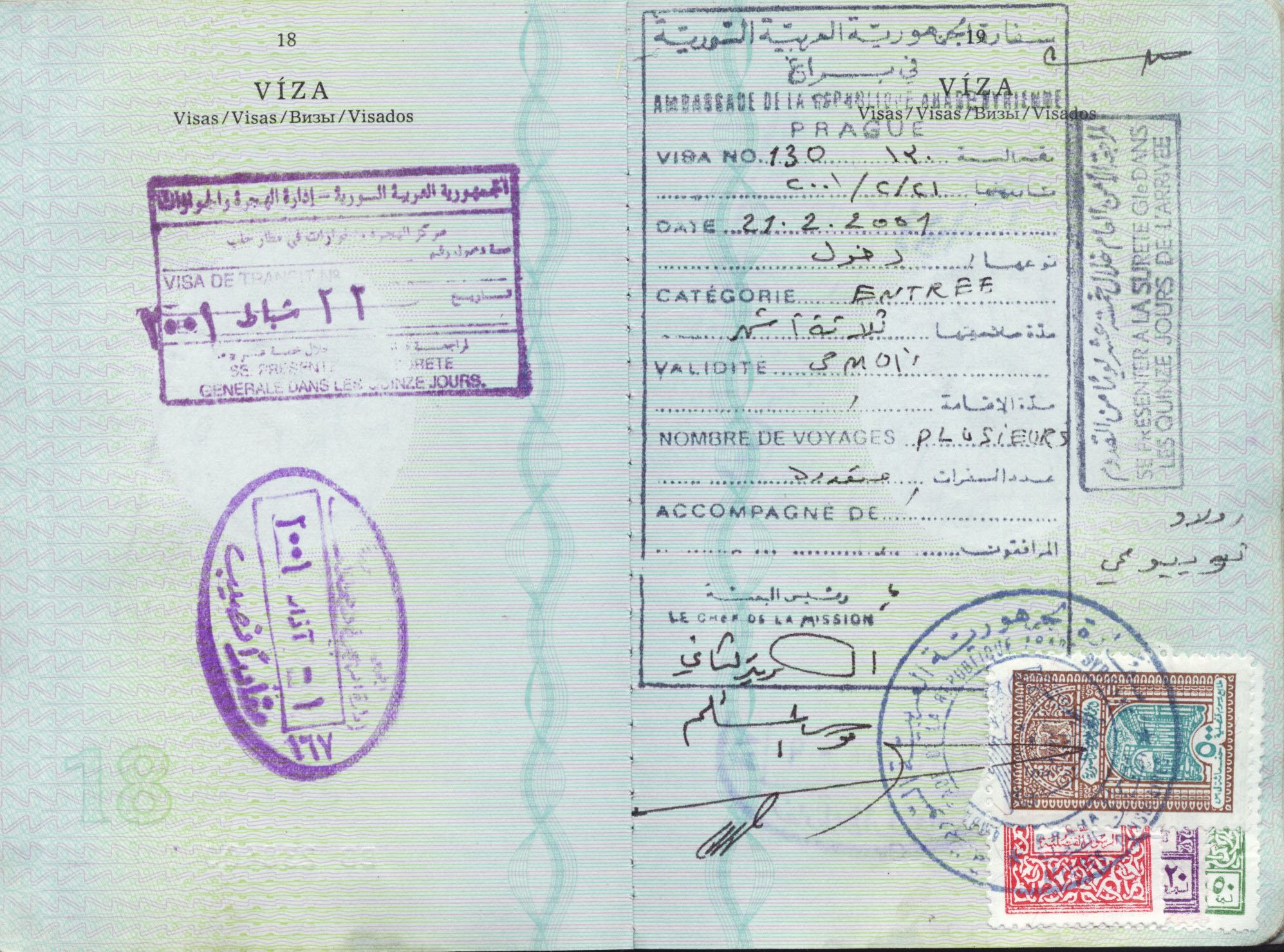
2001年的敘利亞簽證

IATA上特别列出了以下 12 个国家的国民，这些国家的国民可以在抵达叙利亚时获得签证，停留期限如下:。
| 90 日 - 伊朗 15 日 \| - 白俄羅斯 \| - 马来西亚[17] - 摩尔多瓦 - 俄羅斯[18] \| \| \| |                                |  |  |
| - 白俄羅斯                                                                          | - 马来西亚 - 摩尔多瓦 - 俄羅斯 |  |  |

亚美尼亚 和 乌克兰 如果事先获得叙利亚移民局的批准，也可以获得最长停留 15 天的落地签证。 
此外，根据IATA，任何没有任何叙利亚代表机构的国家的国民（需要提前签证的人除外）都可以在抵达叙利亚时获得签证。 

## 电子签证（e-Visa）
自 2024 年 5 月 1 日起，所有外国公民都有资格获得电子签证。 如果获得批准，电子签证允许申请人在该国停留最多 180 天或 90 天，费用为 185 美元 或 145 美元。 申请必须在旅行前至少 3 个工作日提交。
叙利亚公民可以通过专门网站代表亲友申请电子签证。
阿拉伯人和国外公民可以直接访问电子签证网站注册电子签证。
电子签证系统提供两种支付签证费的选择，如果可以的话，通过电子支付，否则，当事人将不得不推迟支付费用，直到到达边境口岸统一收款；包括签证和兵役豁免费。

## 需要提前办理签证
IATA上特别列出了以下国家/地区的国民没有资格获得落地签证和电子签证，因此他们必须提前获得签证。根据叙利亚政府的说法，美国公民只有在叙利亚有政府或企业赞助者才能获得电子签证；否则，他们必须提前获得签证。
| - 印度 - 利比亞 | - 巴基斯坦 - 美国 |  |

## 入境限制

### 需要事先批准
巴勒斯坦国民必须事先获得叙利亚移民局的批准才能进入叙利亚。
除提前获得签证外，以下六个国家的女性国民还需要获得叙利亚移民局的事先批准才能进入叙利亚：

| - 阿富汗 - 模里西斯 | - 菲律賓 - 斯里蘭卡 - 泰國 |  |

### 拒绝入境
以色列国 的国民被禁止在叙利亚入境和过境，即使没有下飞机并乘坐同一航班，由于该国不承认，因此，该国的护照叙利亚认为以色列是敌国。持有包含签证、以色列出入境印章、或与以色列接壤的办事处签发的埃及或约旦边境印章或任何信息的所有国家的护照或其他旅行证件的持有人将被拒绝进入和过境叙利亚。某人曾经去过以色列，或表明与以色列国有任何联系。
阿拉伯叙利亚共和国也不承认科索沃、北塞浦路斯、撒哈拉共和国、索马里兰和德涅斯特河沿岸的护照.
| - 以色列 - 北賽普勒斯 - 科索沃 - 撒拉威阿拉伯民主共和國 - 索馬利蘭 - 德涅斯特河沿岸 |

## 统计数据
在2011年叙利亚内战爆发前，叙利亚是中东地区最受欢迎的旅游目的地之一。自1990年代开始，叙利亚的旅游业得到快速发展，来自外国的游客开始增加。叙利亚尤其得到土耳其、伊朗、阿拉伯世界国家、欧洲、南亚及前苏联国家的旅客的青睐。此外，医疗、商贸、宗教朝圣等目的也促进了外国人到访叙利亚。
| 年份      | 旅客 |
| --------- | --- |
| 1994年前  | 无数据 |
| 1995      | 2,253,000 |
| 1996      | ▲ 2,435,000 |
| 1997      | ▼ 2,332,000 |
| 1998      | ▲ 2,464,000 |
| 1999      | ▲ 2,682,000 |
| 2000      | ▲ 3,412,000 |
| 2001      | ▲ 3,671,000 |
| 2002      | ▲ 4,678,000 |
| 2003      | ▲ 4,837,000 |
| 2004      | ▲ 6,334,000 |
| 2005      | ▼ 5,859,000 |
| 2006      | ▼ 5,682,000 |
| 2007      | ▼ 5,434,000 |
| 2008      | ▲ 6,951,000 |
| 2009      | ▲ 7,721,000 |
| 2010      | ▲ 10,970,000 |
| 2011      | ▼ 6,476,000 |
| 2012—2015 | 在叙利亚内战激烈时，叙利亚政府无法控制边境，尤其是与土耳其和伊拉克接壤边境，这使得很多外国人进入，具体的数据无法得到统计。 |
| 2016      | ▼ 1,043,000 （许多外国人通过边境进入叙利亚，并未受到叙利亚政府控制）                                                       |
| 2017      | ▲ 1,291,000（同上所述） |
| 2018      | ▲ 1,802,000（同上所述） |
| 2019      | ▲ 2,424,000（同上所述） |
| 2020      | 尚无数据 |
| 2021      | ▼ 750,000（同上所述） |
| 2022      | ▲ 1,850,000（同上所述） |